# Premier della Columbia Britannica
Il Premier della Columbia Britannica (in inglese: Premier of British Columbia, in francese: Premier ministre de la Colombie-Britannique) è il capo del governo della provincia canadese della Columbia Britannica.

## Elenco
| Nome Partito | Nome Partito | Nome Partito                                                          | Mandato                                          |
| ------------ | ------------ | --------------------------------------------------------------------- | ------------------------------------------------ |
|              | 1            | John Foster McCreight Indipendente                                    | 13 novembre 1871 − 23 dicembre 1872              |
|              | 2            | Amor De Cosmos Indipendente                                           | 23 dicembre 1872 − 11 febbraio 1874              |
|              | 3            | George Anthony Walkem Indipendente (1º mandato)                       | 11 febbraio 1874 − 1º febbraio 1876              |
|              | 4            | Andrew Charles Elliott Indipendente                                   | 1º febbraio 1876 − 25 giugno 1878                |
|              | -            | George Anthony Walkem Indipendente (2º mandato)                       | 25 giugno 1878 − 13 giugno 1882                  |
|              | 5            | Robert Beaven Indipendente                                            | 13 giugno 1882 − 29 gennaio 1883                 |
|              | 6            | William Smithe Indipendente                                           | 29 gennaio 1883 − 29 marzo 1887 Morto in carica  |
|              | 7            | Alexander Edmund Batson Davie Indipendente                            | 29 marzo 1887 − 1º agosto 1889 Morto in carica   |
|              | 8            | John Robson Indipendente                                              | 2 agosto 1889 − 29 giugno 1892 Morto in carica   |
|              | 9            | Theodore Davie Indipendente                                           | 2 luglio 1892 − 4 marzo 1895                     |
|              | 10           | John Herbert Turner Indipendente                                      | 4 marzo 1895 − 15 agosto 1898                    |
|              | 11           | Charles Augustus Semlin Indipendente                                  | 15 agosto 1898 − 28 febbraio 1900                |
|              | 12           | Joseph Martin Indipendente                                            | 28 febbraio 1900 − 15 giugno 1900                |
|              | 13           | James Dunsmuir Indipendente                                           | 15 giugno 1900 − 21 novembre 1902                |
|              | 14           | Edward Gawler Prior Indipendente                                      | 21 novembre 1902 − 1º giugno 1903                |
|              | 15           | Richard McBride Partito Conservatore della Columbia Britannica        | 1º giugno 1903 − 15 dicembre 1915                |
|              | 16           | William John Bowser Partito Conservatore della Columbia Britannica    | 15 dicembre 1915 − 23 novembre 1916              |
|              | 17           | Harlan Carey Brewster Partito Liberale della Columbia Britannica      | 23 novembre 1916 − 1º marzo 1918 Morto in carica |
|              | 18           | John Oliver Partito Liberale della Columbia Britannica                | 6 marzo 1918 − 17 agosto 1927 Morto in carica    |
|              | 19           | John Duncan MacLean Partito Liberale della Columbia Britannica        | 20 agosto 1927 − 21 agosto 1928                  |
|              | 20           | Simon Fraser Tolmie Partito Conservatore della Columbia Britannica    | 21 agosto 1928 − 15 novembre 1933                |
|              | 21           | Thomas Dufferin Pattullo Partito Liberale della Columbia Britannica   | 15 novembre 1933 − 9 dicembre 1941               |
|              | 22           | John Hart Partito Liberale della Columbia Britannica                  | 9 dicembre 1941 − 29 dicembre 1947               |
|              | 23           | Byron Ingemar Johnson Partito Liberale della Columbia Britannica      | 29 dicembre 1947 − 1º agosto 1952                |
|              | 24           | W. A. C. Bennett Partito di Credito Sociale della Columbia Britannica | 1º agosto 1952 − 15 settembre 1972               |
|              | 25           | David Barrett Nuovo Partito Democratico della Columbia Britannica     | 15 settembre 1972 − 22 dicembre 1975             |
|              | 26           | Bill Bennett Partito di Credito Sociale della Columbia Britannica     | 22 dicembre 1975 − 6 agosto 1986                 |
|              | 27           | Bill Vander Zalm Partito di Credito Sociale della Columbia Britannica | 6 agosto 1986 − 2 aprile 1991                    |
|              | 28           | Rita Johnston Partito di Credito Sociale della Columbia Britannica    | 2 aprile 1991 − 5 novembre 1991                  |
|              | 29           | Michael Harcourt Nuovo Partito Democratico della Columbia Britannica  | 5 novembre 1991 − 22 febbraio 1996               |
|              | 30           | Glen Clark Nuovo Partito Democratico della Columbia Britannica        | 22 febbraio 1996 − 25 agosto 1999                |
|              | 31           | Dan Miller Nuovo Partito Democratico della Columbia Britannica        | 25 agosto 1999 − 24 febbraio 2000                |
|              | 32           | Ujjal Dosanjh Nuovo Partito Democratico della Columbia Britannica     | 24 febbraio 2000 − 5 giugno 2001                 |
|              | 33           | Gordon Campbell Partito Liberale della Columbia Britannica            | 5 giugno 2001 − 14 marzo 2011                    |
|              | 34           | Christy Clark Partito Liberale della Columbia Britannica              | 14 marzo 2011 − 18 luglio 2017                   |
|              | 35           | John Horgan Nuovo Partito Democratico della Columbia Britannica       | 18 luglio 2017 − 18 novembre 2022                |
|              | 36           | David Eby Nuovo Partito Democratico della Columbia Britannica         | 18 novembre 2022 − in carica                     |